# Neommatissus melichari
Neommatissus melichari är en insektsart som först beskrevs av Baker 1919.  Neommatissus melichari ingår i släktet Neommatissus och familjen Tropiduchidae. Inga underarter finns listade i Catalogue of Life.